# 卜撒因

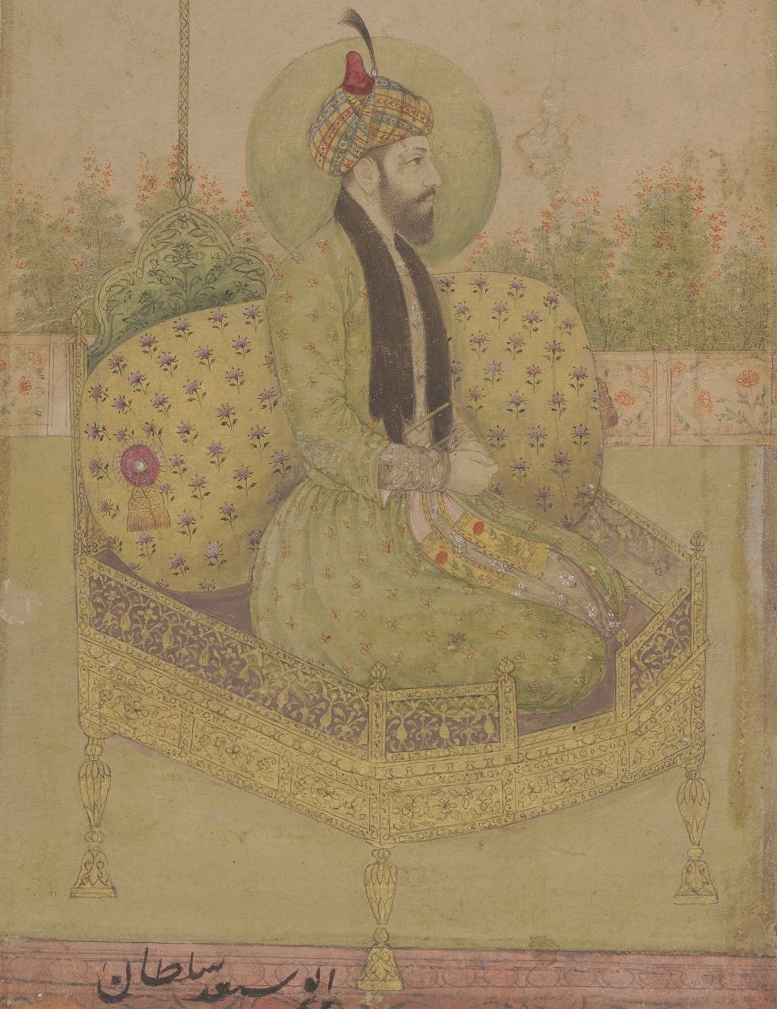
卜撒因

卜撒因（1424年—1469年2月5日），帖木兒帝國皇帝，是帖木兒曾孙、米兰沙孫、穆罕默德·米尔扎之子，亦是印度莫卧儿帝国創始人巴布爾的祖父。其在位之時帝國領土遍及哈薩克斯坦、烏茲別克斯坦、伊朗及阿富汗。
1451年殺死阿卜杜拉·米爾扎後統治河中地區，1459年击败易卜拉欣·米尔扎后才正式結束皇位之爭，並短暂重新统一帝国。其統治期間主要與黑羊王朝以及白羊王朝的土庫曼人爭奪伊朗與伊拉克，最終在1469年遠征伊拉克的卡拉巴格战役中被雅迪格尔·穆罕默德击败并处决。
死后帝国再度分裂，诸子分治。

## 子孫
至少生有六十名子女，部分知名者如下。
1.阿赫馬德米兒咱，分得河中。
2.苏丹·穆罕默德·米尔扎。
3.馬赫穆德·米爾扎，分得阿斯塔拉巴德。
4.烏馬爾·沙黑·米爾扎二世，分得费尔干纳。莫卧儿帝国奠基人巴布爾之父。
5.苏丹·穆拉德·米尔扎，分得坎大哈。
6.苏丹·瓦拉德·米尔扎。
7.兀鲁伯·米爾扎二世，分得喀布尔。
8.阿布·巴喀尔·米尔扎，分得巴达克山。
9.苏丹·哈利勒·米尔扎，分得赫拉特。
10.沙哈鲁·米尔扎。